# 弗雷讷 (卢瓦-谢尔省)
弗雷讷（法語：Fresnes，法語發音：[fʁɛn] ⓘ）是法国卢瓦-谢尔省的一个市镇，位于该省南部偏西，属于布卢瓦区。

## 地理
弗雷讷（47°26'4"N, 1°24'43"E）面积16.02 平方千米，位于法国中央-卢瓦尔河谷大区卢瓦-谢尔省，该省份为法国中北部省份，北起厄尔-卢瓦省，东北接卢瓦雷省，东南接谢尔省，南至安德尔省，西南接安德尔-卢瓦尔省，西北接萨尔特省。
与弗雷讷接壤的市镇（或旧市镇、城区）包括：舍韦尼、科尔默赖、索洛涅地区勒孔特鲁瓦。

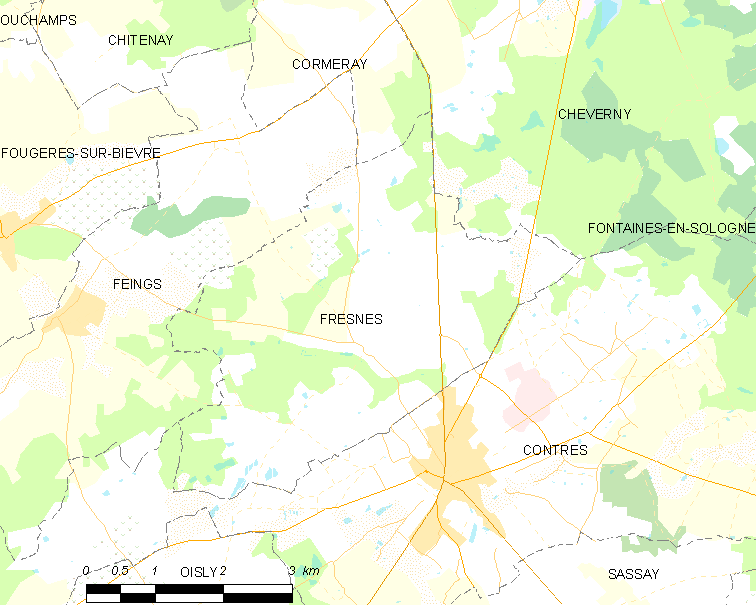
的OSM定位图

弗雷讷的时区为UTC+01:00、UTC+02:00（夏令时）。

## 行政
弗雷讷的邮政编码为41700，INSEE市镇编码为41094。

## 政治
弗雷讷所属的省级选区为蒙特里沙尔-瓦勒德谢尔县。

## 人口

1962-2008年间人口变化图示

弗雷讷于2022年1月1日时的人口数量为1199人。